# Стефан Капичић
Стефан Капичић (Келн, 1. децембар 1978) српски је глумац. Познат је по улози Колосуса у филмовима Дедпул (2016), Дедпул 2 (2018) и Дедпул и Вулверин (2024). Један је од три члана Савета за филмску делатност Црне Горе.

## Биографија
Рођен је 1. децембра 1978. године у Келну. Син је глумице Слободанке Жугић и бившег кошаркаша Драгана Капичића. У време када је рођен, отац му је играо за кошаркашки клуб из Келна. Када је имао три године, породица се вратила у СР Југославију. Деда по оцу, Јово Капичић, купио му је први стрип када је имао шест година, што је изазвало оно што је назвао „сталном љубављу” у интервјуу из 2015. о улози Колосуса у филму Дедпул. Студирао је глуму на Факултету драмских уметности Универзитета уметности у Београду. Говори српски, енглески, немачки и руски језик.
У децембру 2015. верио је хрватску глумицу Ивану Хорват. Венчали су се 2017.

## Филмографија
| Год.       | Назив                     | Улога                  |
| ---------- | ------------------------- | ---------------------- |
| 2002.      | Подијум                   |                        |
| 2002.      | Кордон                    |                        |
| 2003.      | Скоро сасвим обична прича | Бане                   |
| 2004.      | О штетности дувана        | Ахмед, Црни Арапин     |
| 2004.      | Слободан пад              | Никола                 |
| 2004.      | Улични ходач              |                        |
| 2006.      | Не скрећи са стазе        | геј Деда Мраз          |
| 2007.      | Браћа Блум                |                        |
| 2006−2007. | Обични људи               | Игор Николић           |
| 2008.      | Чарлстон за Огњенку       | Арса                   |
| 2008.      | Вратиће се роде           | дизајнер               |
| 2008.      | Јединица                  | Драган                 |
| 2011.      | Ларин избор               | Никша Иванов           |
| 2012.      | Велико чудо               | капетан Јури Николајев |
| 2015.      | Бићемо прваци света       | Драган Капичић         |
| 2016.      | Дедпул                    | Колосус                |
| 2018.      | Дедпул 2                  | Колосус                |
| 2018−2022. | Боље позовите Сола        | Каспер                 |
| 2023.      | Јужни ветар: На граници   | Плави                  |
| 2023.      | Дракула: Буђење зла       | Олгарен                |
| 2024.      | Дедпул и Вулверин         | Колосус                |

## Улоге у синхронизацијама
| Година    | Назив                               | Улога                    |
| --------- | ----------------------------------- | ------------------------ |
| 2004-2005 | Покемон (сезоне 1-5)                | Џејмс, професор Оук итд. |
| 2006.     | Гарфилд 2                           | Винстон                  |
| 2006.     | Петар Пан 2: Повратак у Недођију    | Капетан Кука             |
| 2006.     | Сезона лова                         | Шо                       |
| 2015.     | Зашто (ни)сам појео свог тату       | Едвард                   |
| 2015.     | У мојој глави                       | Рајлин тата              |
| 2016.     | Добри диносаурус                    | Таја                     |
| 2019.     | Call of Duty: Modern Warfare (2019) | Николај, Ј-12            |
| 2022.     | Монструманија                       | Стив                     |